# 吴亮平

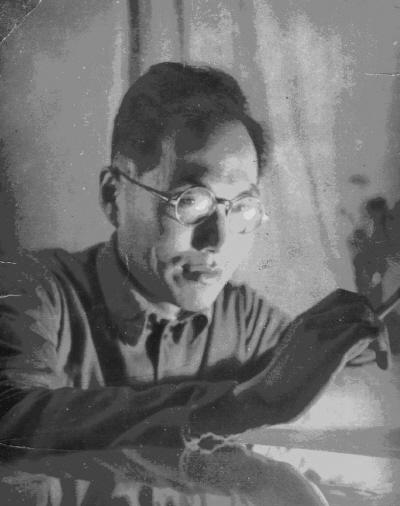
1947年的吴亮平

吴亮平（1908年—1986年10月3日），又名黎平、理屏，男，浙江奉化人，中国政治人物、翻译家，曾任中共中央宣传部副部长。

## 生平
吴亮平是浙江奉化忠义乡吴家埠村人。早年毕业于南洋中学，后求学于厦门大学、大夏大学。五卅运动中，因担任上海市学生联合会总务部长，后被中共派往莫斯科中山大学学习，在此期间，参与翻译不少马克思、恩格斯、列宁、斯大林等人著作，并首次将《反杜林论》翻译成中文。1929年，担任《环球》周刊主编，并翻译《反杜林论》。1932年，奔赴瑞金担任红军学校政治部宣传部长、中华苏维埃共和国临时中央政府国民经济部部长等职位。1932年，随中央红军长征，并担任红一军团地方工作部部长、红三军团政治部宣传部长、中央纵队秘书长等职位。抵达延安后，担任中共陕甘宁特区委员会宣传部长、中央宣传部副部长，担任毛泽东与斯诺的翻译。1945年，历任中共中央晋绥分局委员、中共抚顺市委、安东地委书记等职，在担任抚顺市委书记期间，发生地質學家張莘夫等国民政府接收人員被杀事件，当时恰逢一月停战令以及政治协商会议期间，中共中央东北局认为此事违反共产党的统战政策，不符合当时的战略方针，决定撤销吴亮平抚顺地委书记兼市委书记职务，调任合江省东安地委书记。抚顺地委书记由饶斌接任。
中华人民共和国成立后，历任上海沪西区委书记、中共中央华东局企业管理委员会副书记、中央财政组长、中华人民共和国化学工业部副部长、中国国家经济委员会委员。他还是中央顾问委员会委员。